# 哈勒比德之围
哈勒比德之围是1311年2月，德里蘇丹國將軍马利克·卡富尔包圍曷萨拉王朝首都哈勒比德的一場戰役，曷萨拉王朝君主沒有進行多少抵抗就向德里蘇丹國投降。此後曷萨拉王朝同意每年向德里苏丹国进贡。